# Eucalyptus largiflorens
Eucalyptus largiflorens är en myrtenväxtart som beskrevs av Ferdinand von Mueller. Eucalyptus largiflorens ingår i släktet Eucalyptus och familjen myrtenväxter. Inga underarter finns listade i Catalogue of Life.